# Benedetta Cimatti

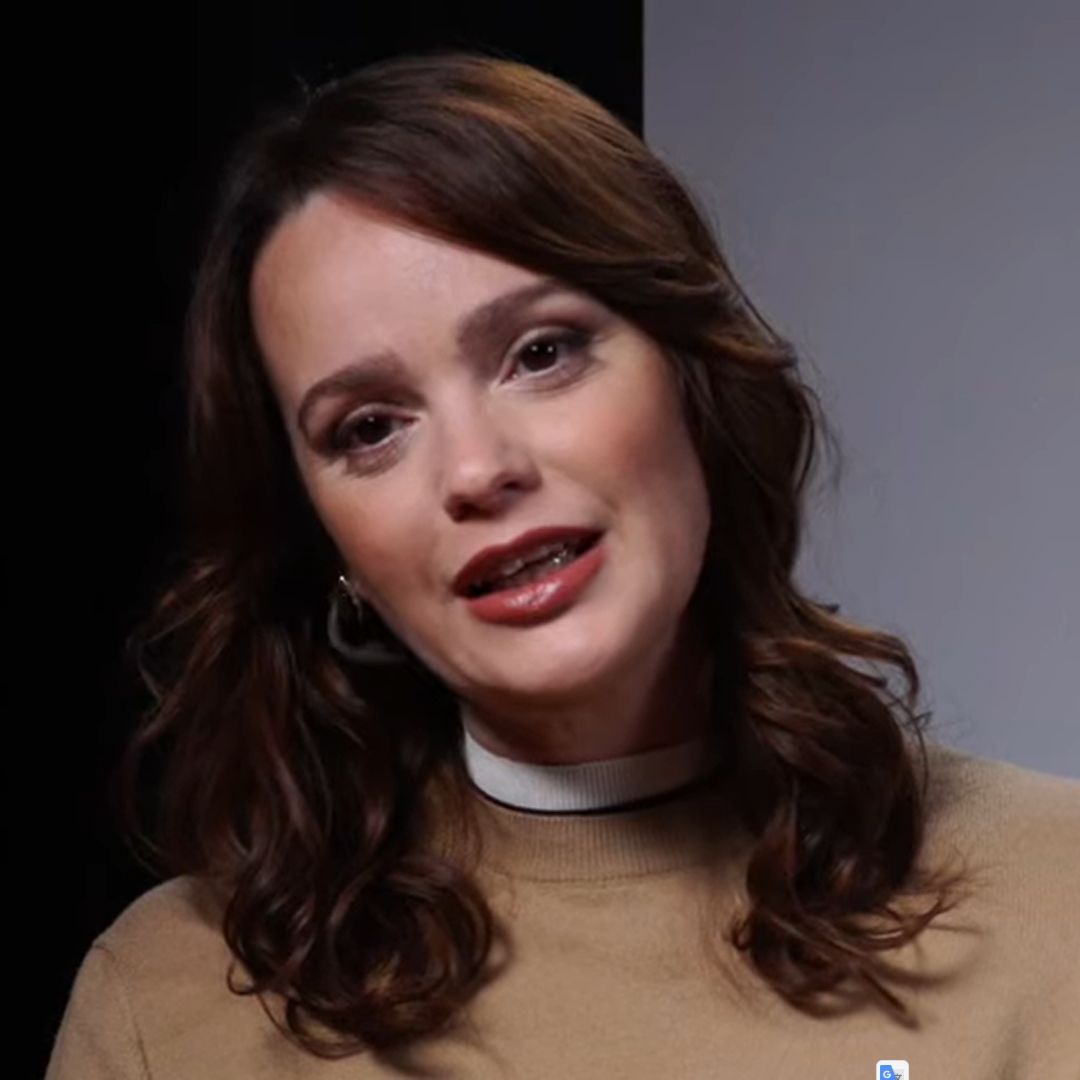
Benedetta Cimatti (2025)

Benedetta Cimatti (* 20. April 1989 in Faenza) ist eine italienische Schauspielerin.

## Leben und Karriere
Cimatti wurde am 20. April 1989 in Faenza geboren. Nach dem Abschluss der Schule zog sie nach Rom. Sie absolvierte 2011 die Schauspielschule Fondamenta. Ihr Debüt gab sie 2014 in dem Film Un boss in salotto. Im selben Jahr trat sie in der Fernsehserie Fuoriclasse auf. Bekanntheit erlangte sie durch ihre Rolle als Buffarini in der Krimiserie L'ispettore Coliandro. Außerdem spielte sie 2017 im Horrorfilm The End? L'inferno fuori. 2024 übernahm sie die Rolle der Rachele Mussolini in der Serie M. Il figlio del secolo.

## Filmografie (Auswahl)
Filme
- 2014: Un boss in salotto
- 2017: The End? L'inferno fuori
- 2023: Tina Anselmi - Una vita per la democrazia

Serien
- 2014–2015: Fuoriclasse
- 2016–2021: L'ispettore Coliandro
- 2017: La strada di casa
- 2019: La porta rossa
- 2020: Bella da morire
- 2020: Doc – Nelle tue mani
- 2022: Circeo
- 2022: Cuori
- 2025: M - Il figlio del secolo